# Emblema da Coreia do Norte
O emblema da República Democrática Popular da Coreia contém a imagem de uma gigantesca estação hidroeléctrica, a qual simboliza a indústria moderna independente e a classe trabalhadora, a classe dirigente, sob o pico de Paektu, a montanha sagrada da Revolução, e o foco de uma estrela vermelha de cinco pontas, ladeada de espigas de arroz que formam uma moldura oval atada com uma faixa vermelha com a inscrição “A República Democrática Popular da Coreia”, em caracteres Hangul.